# Kaunissaari (ö i Norra Savolax, Varkaus)
Kaunissaari är en ö i Finland. Den ligger i sjön Kallavesi och i kommunen Leppävirta i den ekonomiska regionen  Varkaus ekonomiska region  och landskapet Norra Savolax, i den centrala delen av landet, 300 km nordost om huvudstaden Helsingfors. Öns area är 36,5 hektar och dess största längd är 1,1 kilometer i nord-sydlig riktning.